# سعاد آيت سالم
سعاد آيت سالم ( مولودة 6 يناير 1979 بالمشرية، ولاية النعامة) هي عداءة جزائرية متخصصة في السباقات الطويلة.
هي بطلة أفريقيا في تخصص 10000 متر سنة 2000 و حاصلة على ذهبية نفس المسافة في ألعاب البحر المتوسط 2005 .
سنة 2007 فازت بماراثون روما.
في الألعاب الأولمبية 2008 في بكين شاركت في تخصص الماراثون و حلت في المركز التاسع .

## وصلات خارجية
- سعاد آيت سالم على موقع الاتحاد الدولي لألعاب القوى (الإنجليزية)
- سعاد آيت سالم على موقع رابطة إحصائيات سباق الطريق (الإنجليزية)
- سعاد آيت سالم على موقع اللجنة الأولمبية الدولية (الإنجليزية)
- سعاد آيت سالم على موقع أوليمبيديا (الإنجليزية)